# Earl of Gainsborough

Wappen der Earls of Gainsborough

Earl of Gainsborough ist ein erblicher britischer Adelstitel, der zwei Mal verliehen wurde.
Erstmals wurde er 1682 für Edward Noel, 4. Viscount Camden in der Peerage of England geschaffen. Der Titel erlosch, als der 6. Earl of Gainsborough 1798 ohne Erben verstarb. Zum zweiten Mal folgte 1841 die Verleihung an Charles Noel, 3. Baron Barham in der Peerage of the United Kingdom, einem Nachkommen der Earls erster Verleihung in weiblicher Familienlinie.

## Geschichte des Titels

### Viscount Camden und Verleihung des Titels Earl of Gainsborough 1682

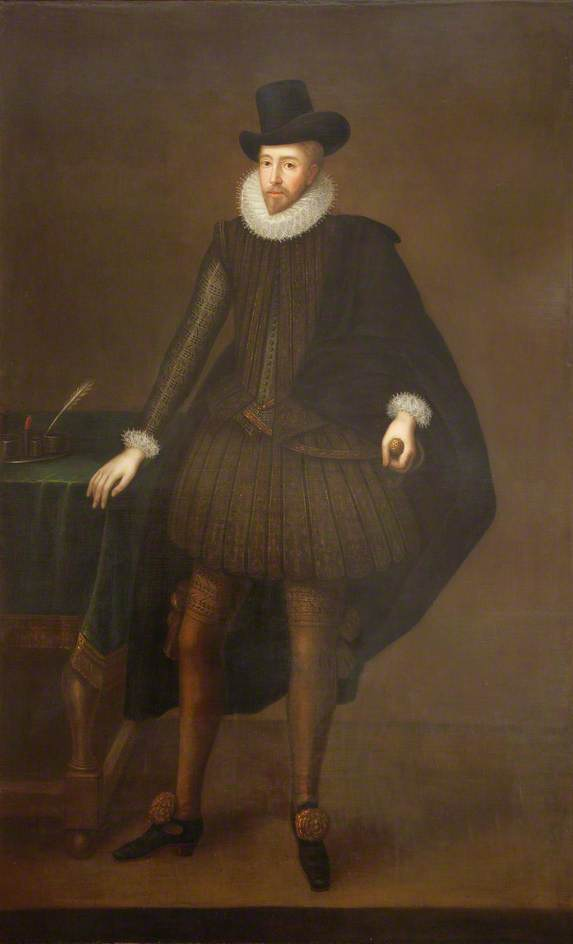
Baptist Hicks, 1. Viscount Campden

Baptist Hicks war ein wohlhabender Textilkaufmann aus London, der auch die Boroughs Tavistock und Tewkesbury im House of Commons vertrat. Am 1. Juli 1620 wurde ihm in der Baronetage of England der Adelstitel eines Baronet, of Campden in the County of Gloucester, verliehen, der an seine männlichen Nachkommen vererbt werden konnte. Am 5. Mai 1628 wurde Hicks 1628 in der Peerage of England zum Viscount Campden, of Campden in the County of Gloucester, und Baron Hicks, of Ilmington in the County of Warwick, erhoben und damit zum Mitglied des House of Lords.
Da er selbst keine Söhne hatte, wurden ihm die Viscountcy und Baronie mit der besonderen Erbregelung verliehen, dass diese Titel in Ermangelung eigener männlicher Nachkommen auch an seinen Schwiegersohn Edward Noel, 1. Baron Noel, den Ehemann seiner Tochter Juliana Hicks, vererbbar seien. Edward Noel erbte entsprechend bei Hicks’ Tod 1629 dessen Titel als 2. Viscount Camden und 2. Baron Hicks, während der Titel Baronet, of Campden, erlosch. Noel war zuvor Mitglied des Unterhauses, in dem er das County Rutland vertrat. Am 29. Juni 1611 war er in der Baronetage of England zum Baronet, of Brook in the County of Rutland, und darüber hinaus am 23. März 1617 in der Peerage of England zum Baron Noel, of Ridlington in the County of Rutland, erhoben worden und damit selbst bereits Mitglied des Oberhauses.
Edward Noels Nachfolger als 3. Viscount Camden wurde sein Sohn, der 1640 ebenfalls Mitglied des House of Commons war und dort das County Rutland vertreten hatte.
Bei dessen Tod 1682 erbte sein Sohn die Titel als 4. Viscount Camden. Dieser hatte zuvor die Counties Rutland und Hampshire im Unterhaus vertreten und fungierte ferner als Lord Lieutenant von Hampshire sowie als Lord Lieutenant von Rutland. Bereits am 3. Februar 1681 war er zum Baron Noel, of Titchfield in the County of Southampton, erhoben worden und dadurch Mitglied des House of Lords. Am 1. Dezember 1682, einen Monat nachdem er seinen Vater als 4. Viscount Camden beerbt hatte, wurde er ferner zum Earl of Gainsborough erhoben. Beide Verleihungen wurden ihm mit dem besonderen Zusatz verliehen, dass sie in Ermangelung eigener männlichen Nachkommen auch an seine beiden Halbbrüder aus der vierten Ehe seines Vaters, Baptist und John Noel, und deren männliche Nachkommen vererbbar seien.
Sein Sohn, der 2. Earl of Gainsborough, saß ebenfalls kurzzeitig als Knight of the Shire für Hampshire im Unterhaus. Mit seinem Tod 1690 erlosch die männliche Nachkommenlinie des 1. Earl, so dass die Titel aufgrund der besonderen Erbregelung an seinen Cousin Baptist Noel, als 3. Earl of Gainsborough fielen. Dieser war ein Sohn des Baptist Noel, der 1685 Rutland im House of Commons vertreten hatte und der ältere der beiden Halbbrüder des 1. Earl of Gainsborough war. Sämtliche Titel erloschen beim kinderlosen Tod des 6. Earls am 8. April 1798, der ein Enkel des 3. Earls war.

### Baron Barham und Verleihung des Titels Earl of Gainsborough 1841

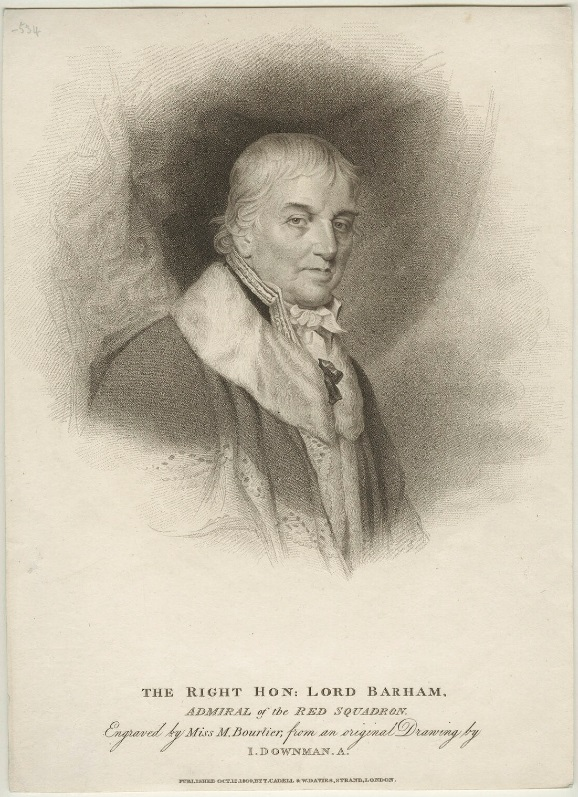
Charles Middleton, 1. Baron Barham

Charles Middleton war ein Admiral der Royal Navy, der unter anderem als Erster Lord der Admiralität diente. Am 23. Oktober 1781 wurde er in der Baronetage of Great Britain zum Baronet, of the Navy, und am 1. Mai 1805 in der Peerage of the United Kingdom zum Baron Barham, of Barham Court and of Teston in the County of Kent, erhoben. Der Admiral hatte keine Söhne, sondern nur eine Tochter, Diana Middleton, die mit dem Unterhausabgeordneten Gerard Edwardes (1759–1838) verheiratet war. Deshalb erfolgte die Verleihung der beiden Titel jeweils mit einem besonderen Zusatz, sodass der die Baronetcy in Ermangelung eigener männlicher Nachkommen auch an seinen Schwiegersohn Gerard Edwardes und dessen männliche Nachkommen, und die Baronie auch an seine Tochter und deren männliche Nachkommen vererbbar sei.
Sein Schwiegersohn Gerard Edwardes war mütterlicherseits ein Enkel des Baptist Noel, 4. Earl of Gainsborough, und nahm 1798 als Erbe des Vermögens seines verstorbenen Onkels Henry Noel, 6. Earl of Gainsborough den Familiennamen „Noel“ an. Gemäß der oben genannten besonderen Erbregelung erbte er 1813 von seinem Schwiegervater den Titel des 2. Baronet, of the Navy, während seine Gattin Diana den Titel 2. Baroness Barham erbte.
Ihr ältester Sohn Charles Noel war Unterhausabgeordneter für Rutland und vereinte beim Tod seiner Eltern 1823 und 1838 die beiden Titel als 3. Baron und 3. Baronet. Am 16. August 1841 wurden ihm in der Peerage of the United Kingdom die Titel Earl of Gainsborough, in the County of Lincoln, Viscount Campden, of Campden in the County of Gloucester, und Baron Noel, of Ridlington in the County of Rutland, neu verliehen. Heutiger Titelinhaber ist dessen Urururenkel als 6. Earl.
Familiensitz der Earls ist Horn House auf dem Anwesen Exton Park in Rutland.

## Liste der Titelinhaber

### Viscounts Campden (1628)
- Baptist Hicks, 1. Viscount Campden (1551–1629)
- Edward Noel, 2. Viscount Campden († 1643)
- Baptist Noel, 3. Viscount Campden (1612–1682)
- Edward Noel, 4. Viscount Campden (1641–1689) (1682 zum Earl of Gainsborough erhoben)

### Earls of Gainsborough, erste Verleihung (1682)

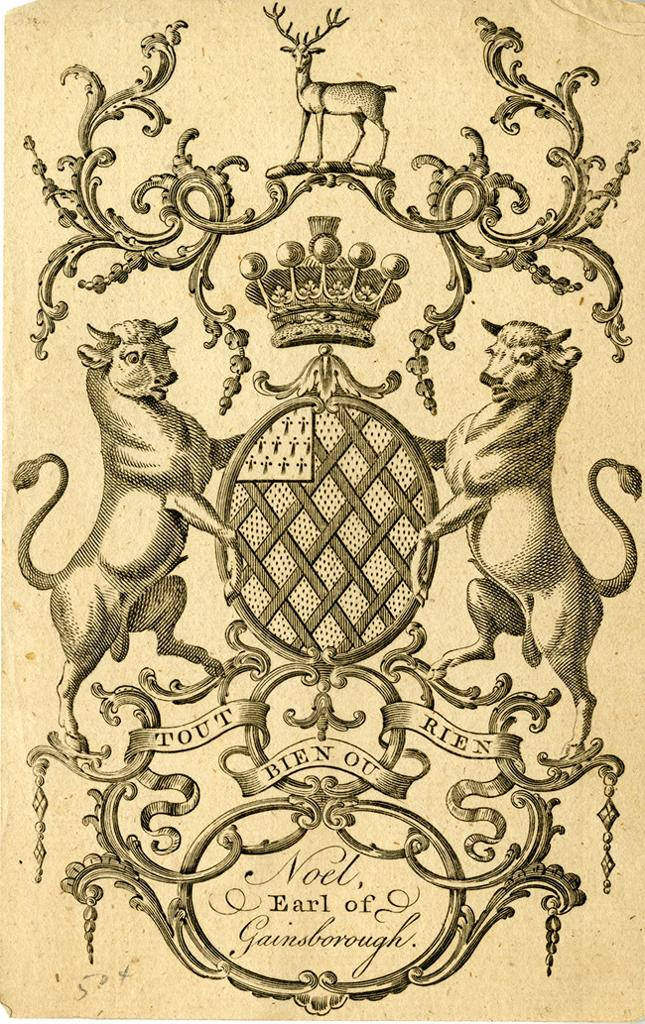
Exlibris mit einem frühen Abdruck des Wappens der Familie Noel und dem Wappenspruch „Tout bien ou rien“ (‚Alles gut oder nichts‘) in französischer Sprache

- Edward Noel, 1. Earl of Gainsborough (1641–1689)
- Wriothesley Noel, 2. Earl of Gainsborough (1661–1690)
- Baptist Noel, 3. Earl of Gainsborough (1684–1714)
- Baptist Noel, 4. Earl of Gainsborough (1708–1751)
- Baptist Noel, 5. Earl of Gainsborough (1740–1759)
- Henry Noel, 6. Earl of Gainsborough (1743–1798)

### Barone Barham (1805)
- Charles Middleton, 1. Baron Barham (1726–1813)
- Diana Noel, 2. Baroness Barham (1762–1823)
- Charles Noel, 3. Baron Barham (1781–1866) (1841 zum Earl of Gainsborough erhoben)

### Earls of Gainsborough, zweite Verleihung (1841)
- Charles Noel, 1. Earl of Gainsborough (1781–1866)
- Charles Noel, 2. Earl of Gainsborough (1818–1881)
- Charles Noel, 3. Earl of Gainsborough (1850–1926)
- Arthur Noel, 4. Earl of Gainsborough (1884–1927)
- Anthony Noel, 5. Earl of Gainsborough (1923–2009)
- Anthony Noel, 6. Earl of Gainsborough (* 1950)

Titelerbe (Heir apparent) ist der Sohn des aktuellen Earl, Henry Robert Anthony Noel, Viscount Campden (* 1977). Dessen Erbe wiederum ist sein Sohn Edward Patrick Anthony Noel (* 2007).